# Tom von Weymarn
Tom Wilhelm von Weymarn, född 12 januari 1944 i Helsingfors, död i mars 2025 i Pargas, var  en finländsk företagsledare. 
Efter examen som diplomingenjör 1969 var von Weymarn driftingenjör och utvecklingschef vid Kymi Kymmene Oy 1970–1974, direktör vid Oy Huber 1975–1982, verkställande direktör för Oy Starckjohann Telko Ab 1982–1984, verkställande direktör för Oy Karl Fazer Ab 1984–1991, vice verkställande direktör för Oy Cultor Ab 1991–1997 och verkställande direktör för Oy Rettig Ab 1997–2004. Bland hans talrika förtroendeuppdrag inom näringslivet märks medlemskap (sedan 2002) i TeliaSoneras styrelse, där han var ordförande 2004–2010. Han invaldes som utländsk ledamot av Kungliga Ingenjörsvetenskapsakademien 2008.